# Louis Devos
Louis Devos (* 15. Juni 1926 in Brüssel; † 22. Januar 2015 ebenda) war ein belgischer Opernsänger (Tenor) und Dirigent.

## Leben
Devos studierte neben Latein und Griechisch Violoncello am Konservatorium Brüssel. Während des Zweiten Weltkriegs ging er nach Graz, wo er an der von den Nationalsozialisten nach der Machtergreifung in Österreich gegründeten Hochschule für Musikerziehung studierte. Im Matrikelbuch der NS-Hochschule ist er als Studierender vom 15. September 1942 bis 28. Oktober 1944 geführt. Mit dem Kreis ehemaliger Dozenten und Studierender blieb Devos auch nach dem Krieg bis in die 1970er Jahre noch in Kontakt. So erwähnt ihn der frühere Leiter der Grazer Hochschule für Musikerziehung, Felix Oberborbeck (NSDAP-Mitglied seit 1933), mehrfach in den von ihm herausgegebenen Rundbriefen, den sogenannten Eggenberger Chroniken. Ostern 1959 nahm Devos zudem an einem Treffen ehemaliger Dozenten und Studierender der bis 1944 bestehenden Grazer Hochschule für Musikerziehung teil, wie Bernd Poieß (Mitglied der NSDAP und in den 1930er Jahren Leiter der Kulturabteilung Mittelland der Hitlerjugend mit Sitz in Halle) berichtet; das Treffen fand in Straßburg statt.
1950 gründete Devos das Ensemble Musica Polyphonica, mit dem er Alte Musik aufführte. Mit dem Ensemble nahm er oratorische und geistliche Musikwerke für die Schallplatte auf. Die Einspielungen gelten heute als musikhistorisch und interpretatorisch von hohem Wert. Seinen ersten Gesangsauftritt als Tenor hatte er 1950 im Brüsseler Palais des Beaux-Arts in der Rolle des Tom Rakewell in einer Aufführung der Oper The Rake’s Progress von Igor Strawinsky. 1952 sang er in Brüssel die Tenorpartie in der europäischen Erstaufführung von Strawinskys Vokalwerk Cantata für Sopran, Tenor, Frauenchor und Instrumentalensemble. 1954 wirkte er in der Uraufführung der Rundfunkoper Orestes von Henk Badings mit. Seit 1956 hatte er Auftritte mit den Münchner Philharmonikern, wo er Werke Moderner Musik unter Dirigenten wie Hermann Scherchen und Pierre Boulez sang. 1957 gastierte er am Opernhaus von Dublin als Idamante in Idomeneo. Er sang in Uraufführungen von Werken des Schweizer Komponisten Frank Martin, so in dem Oratorium Mystère de la Nativité im Dezember 1959 in Genf mit Elly Ameling (Sopran) und Ernest Ansermet (Dirigent). 1964 wirkte er in Rom in der Uraufführung von Martins Oratorium Pilatus mit. 1972 sang er in Köln in Krzysztof Pendereckis Vokalwerk Utrenja. 1974 sang er, anlässlich des 100. Geburtstags von Arnold Schönberg, die Titelrolle des Aron in Schönbergs Oper Moses und Aron bei einer Radioproduktion des ORF in Wien sowie im Festspielhaus Salzburg.
Devos gastierte an der Mailänder Scala, an der Covent Garden Opera in London, in Madrid und am Opernhaus von Amsterdam; regelmäßig trat er in München und an Brüsseler Opernhaus (La Monnaie/De Munt) auf.
Er war als Professor für Gesang am Königlichen Konservatorium Brüssel, am Konservatorium Amsterdam und am Konservatorium in Maastricht tätig. Er war Jurymitglied beim Internationalen Gesangswettbewerb in Genf, beim Internationalen Gesangswettbewerb von ’s-Hertogenbosch (zweimal dort auch Vorsitzender), beim Königin-Elisabeth-Wettbewerb  (Internationale Koningin-Elisabethwedstrijd; Concours Musical Reine Elisabeth) in Brüssel, beim Internationalen Johann-Sebastian-Bach-Wettbewerb in Leipzig und beim Gesangswettbewerb in Belgrad.
In den letzten Jahren trat Devos hauptsächlich als Dirigent hervor. Für seine Ersteinspielung eines unveröffentlichten Requiems des Komponisten Marc-Antoine Charpentier wurde Devos mit dem Prix Mondial du Disque (Montreux) ausgezeichnet. 1989 entdeckte Louis Devos eine zweite, bis dahin unbekannte Version der „Grande Messe des Morts“ (Requiem) von François-Joseph Gossec. Für seine Einspielung des Werks (u. a. veröffentlicht bei Warner Classics) erhielt Devos einen weiteren Grand Prix du Disque; der Preis wurde ihm im Hôtel de Ville in Paris von Jacques Chirac überreicht.
Devos starb im Januar 2015 im Alter von 88 Jahren, der Tod wurde von seinem Sohn Eric Devos bekanntgegeben.

## Repertoire
Devos’ Repertoire umfasste einerseits schwerpunktmäßig Werke Alter Musik und der Barockmusik; andererseits galt er insbesondere als Interpret der Werke der Moderne. Zu seinem Repertoire gehörten: die Titelrolle in L’Orfeo, Mercure in Platée von Jean-Philippe Rameau, Gonzalve in L’Heure espagnole, der Fischer in Le rossignol, die Titelrolle in Oedipus Rex und Andres in Wozzeck. Weitere Rollen waren u. a. Ismael in Nabucco, der Sänger in Der Rosenkavalier und (als stimmliche Grenzpartie) Florestan in Fidelio.

## Tondokumente
Die Stimme von Louis Devos ist in zahlreichen Aufnahmen auf Schallplatten und in Rundfunkmitschnitten dokumentiert. 1974 erschien bei Philips eine Einspielung von Schönbergs Moses und Aron mit Devos als Aron. Es handelte sich dabei um den Soundtrack zu einer Fernsehverfilmung des Werks von Jean-Marie Straub und Danièle Huillet; Dirigent war Michael Gielen, den Moses sang Günther Reich. Devos hatte die Partie nicht nur für den Soundtrack eingespielt, sondern den Aron in dem Fernsehfilm auch selbst dargestellt. 1975 nahm er bei Erato den Damon in Les Indes galantes von Rameau auf. Bei Erato erschienen auch Vokalwerke von Jean-Baptiste Lully. Bei CBS wurde 1979 eine Aufnahme von Jean-Jacques Rousseaus Musikwerk Le devin du village veröffentlicht, in der Devos die Rolle des Colin singt. Weitere Aufnahmen Devos’ waren u. a. das Oratorium Der Tod Jesu von Carl Heinrich Graun (Erato-RCA), das Magnificat von Jan Dismas Zelenka (Erato-RCA) und die Paroles tissees für Tenor und Kammerorchester von Witold Lutosławski (bei dem polnischen Label Muza).